# Inspección de Educación en España
La Inspección de Educación en España está regulada en la Ley Orgánica 3/2020, de 29 de diciembre, por la que se modifica la Ley Orgánica 2/2006, de 3 de mayo, de Educación (L.O.M.L.O.E.). Esta Ley atribuye a los poderes públicos la competencia y la responsabilidad de inspeccionar el sistema educativo, por lo que corresponde a las administraciones públicas, en su ámbito territorial y competencial, ordenar, regular y ejercer la inspección educativa.
La Inspección de Educación actúa sobre el conjunto del sistema educativo, con el fin de velar por el cumplimiento de las leyes, garantizar los derechos y la observancia de los deberes de cuantos participan en los procesos de enseñanza y aprendizaje y contribuir a la mejora del sistema educativo, la calidad y equidad educativa.

## Breve historia
La inspección, también la educativa, tiene un origen muy antiguo. En tiempos de Enrique II de Castilla, tras las Cortes de Toro de 1371, se concretan las funciones de los veedores. Había personas, generalmente eclesiásticos, encargados de supervisar los colegios. Según Soler Fiérrez, Carlos III, movido por su afán reformador, hizo uso frecuente en el siglo XVIII de los inspectores, especialmente en los colegios mayores.
No obstante, puede considerase que la Inspección de Educación nace en España en el año 1849 (Real Decreto de 30 de marzo de 1849), si bien algunos autores tienden a fijarla en el nacimiento del constitucionalismo (Constitución de 1812). El primer reglamento de la Inspección aparece por Real Decreto de 20 de mayo de 1849, firmado por el ministro Bravo Murillo. De ese mismo año es la Real Orden de 12 de octubre de 1849, que establece las reglas que los inspectores provinciales de instrucción primaria han de observar en sus visitas a las escuelas. No obstante, se considera que fue la Ley Moyano de 1857 (Ley de Instrucción Pública) la que estableció formalmente el primer modelo de sistema educativo y dio entrada a la función inspectora.
A finales del siglo XIX, bajo la presidencia del liberal Sagasta, el ministro de Fomento, Carlos Navarro y Rodrigo, presentó en el parlamento lo que pretendía ser la primera Ley sobre la Inspección de la Enseñanza. Esta Ley, muy influida por los seguidores de la Institución Libre de Enseñanza, diferenciaba los niveles central y provincial, buscaba una cierta estabilidad del inspector y el ingreso por oposición; pero no pasó de proyecto, pues no fue aprobada. Este mismo ministro presentó, y fue aprobada el 16 de junio de 1887, una norma por la que los inspectores podían disfrutar de 45 días en las escuelas de educación primaria para su formación y perfeccionamiento profesional.
Tras los cambios políticos del siglo XIX, es en 1913 cuando se da un avance hacia un modelo más estructurado. Junto a otras reformas, en 1932 se da un nuevo estatuto a la inspección educativa. Centrada hasta entonces especialmente en la intervención de la enseñanza primaria,en 1938 se crea la Inspección de la Enseñanza Media. Una mayor regulación jurídica de la inspección en los distintos niveles se establece, tras la Guerra Civil, en el año 1953 (Inspección de Enseñanza Media). No obstante la profesionalización de la inspección educativa se debe a la Ley General de Educación de 1970, que reforzó los distintos cuerpos de inspectores, tanto de enseñanza general básica como de enseñanza media, dejando la puerta abierta a una inspección de la formación profesional.
Tras la Constitución de 1978, en el Estado de las autonomías, se inicia una nueva etapa. La Carta Magna establece que "los poderes públicos inspeccionarán y homologarán el sistema educativo para garantizar el cumplimiento de las leyes" (art. 27.8). Este mandato propició que en 1984 se definiese un nuevo marco legal para la inspección educativa con el establecimiento de un sistema de acceso distinto y la extinción de los cuerpos existentes hasta el momento. Posteriormente, con el desarrollo legislativo del sistema educativo se volvió a dar un nuevo enfoque de la inspección (Ley de Participación -LOPEG-,Ley de Calidad y Ley de Educación) con la creación de un nuevo cuerpo y unas nuevas funciones.

## Funciones
La Ley Orgánica 2/2006 de Educación establece las siguientes funciones de la inspección educativa:
1. Supervisar y controlar, desde el punto de vista pedagógico y organizativo, el funcionamiento de los centros educativos así como los programas que en ellos inciden.
2. Supervisar la práctica docente, la función directiva y colaborar en su mejora continua.
3. Participar en la evaluación del sistema educativo y de los elementos que lo integran.
4. Velar por el cumplimiento, en los centros educativos, de las leyes, reglamentos y demás disposiciones vigentes que afecten al sistema educativo.
5. Velar por el cumplimiento y aplicación de los principios y valores recogidos en esta Ley, incluidos los destinados a fomentar la igualdad real entre hombres y mujeres.
6. Asesorar, orientar e informar a los distintos sectores de la comunidad educativa en el ejercicio de sus derechos y en el cumplimiento de sus obligaciones.
7. Emitir los informes solicitados por las Administraciones educativas respectivas o que se deriven del conocimiento de la realidad propio de la inspección educativa, a través de los cauces reglamentarios.
8. Cualesquiera otras que le sean atribuidas por las Administraciones educativas, dentro del ámbito de sus competencias.

## Atribuciones de los inspectores
A los inspectores se les otorgan las siguientes atribuciones, para el cumplimiento de sus funciones :
1. Conocer directamente todas las actividades que se realicen en los centros, a los cuales tendrán libre acceso.
2. Examinar y comprobar la documentación académica, pedagógica y administrativa de los centros.
3. Recibir de los restantes funcionarios y responsables de los centros y servicios educativos, públicos y privados, la necesaria colaboración para el desarrollo de sus actividades, para cuyo ejercicio los inspectores tendrán la consideración de autoridad pública.
4. Cualesquiera otras que le sean atribuidas por las Administraciones educativas, dentro del ámbito de sus competencias.

## Organización y funcionamiento
En España está previsto que cada Administración educativa regule la estructura y el funcionamiento de los órganos que establezcan para el desempeño de la inspección educativa en sus respectivos ámbitos territoriales. Los modelos de organización y funcionamiento en las diversas comunidades autónomas y en el ámbito territorial del Ministerio de Educación pueden ser bastante diferentes, por una parte la dependencia orgánica de la inspección educativa no es la misma en todas las administraciones y tampoco la organización es igual,en algunas comunidades se tienen en cuenta, a efectos de organización, los perfiles profesionales de los inspectores, entendidos en función de: las titulaciones universitarias, los cursos de formación en el ejercicio de la inspección, la experiencia profesional en la docencia y la experiencia en la propia inspección educativa.

### Comunidad autónoma de Castilla y León
En Castilla y León hay una Inspección Central en la Consejería de Educación de la Junta de Castilla y León que planifica y coordina las actividades de la inspección educativa. En cada una de las nueve provincias que integran la comunidad autónoma hay un área de inspección educativa que se encarga de la supervisión, control y asesoramiento de los centros educativos. La organización y funcionamiento se rige por un decreto del año 2004.
De conformidad con lo determinado en el artículo 6 del Decreto 92/2004,de 29 de julio, para el ejercicio eficaz de la función inspectora, cada una de las provincias se organizará en distritos.
La determinación de los distritos tendrá en cuenta la integridad de los ámbitos de vinculación escolar, entre centros que imparten educación infantil y primaria,y centros que imparten educación secundaria,así como la organización administrativa a nivel comarcal y municipal en el
ámbito de incidencia de los servicios y programas educativos.
A cada uno de los distritos se adscribe un equipo de efectivos,conjugando su formación y experiencia profesional con la tipología de los centros, servicios y programas.

## Inspectores de educación
La inspección educativa se ejerce a través de funcionarios públicos del Cuerpo de Inspectores de Educación (CIE), así como los pertenecientes al extinguido Cuerpo de Inspectores al Servicio de la Administración educativa (CISAE). También ejercen la inspección educativa otros funcionarios pertenecientes a los cuerpos docentes y que han sido designados en comisión de servicios para desempeñar temporalmente estas funciones: habitualmente se les designa "inspectores accidentales”.
Los servicios que prestan los Inspectores de educación según la carta de servicios de las Áreas de Inspección Educativa de Castilla y León son:
- Supervisión y control del funcionamiento y organización de los centros educativos, la práctica docente y el cumplimiento de las normas en materia educativa.

- Asesoramiento, información y orientación a los distintos sectores de la comunidad educativa sobre el ejercicio de sus derechos y el cumplimiento de sus obligaciones.

- Participación en la evaluación del sistema educativo.

- Colaboración en distintos procesos educativos: escolarización, planificación y coordinación de recursos, dotación del profesorado, detección de necesidades de formación del profesorado y en la mejora continua del funcionamiento de los centros.

- Atención a toda persona que se dirija a la Institución sobre materias relacionadas con el funcionamiento y organización de los centros educativos.

En otro apartado de la misma carta de servicios aparecen los compromisos de calidad del servicio de inspección de la Junta de Castilla y León. Son los siguientes:
- El personal al servicio de la inspección actuará conforme a los valores de imparcialidad y neutralidad en la gestión de los asuntos que sean de su competencia.

- Incorporación de las nuevas tecnologías y los avances científicos a su quehacer diario.

- Aplicación y mejora de las técnicas que redundan en beneficio de los ciudadanos, como las planificación, la evaluación del rendimiento, el control, la eficacia, la eficiencia y la gestión de calidad en los servicios públicos.

- En la emisión de informes además de la diligencia debida que exige su elaboración, se garantizará la veracidad conteniendo la valoración que del asunto se considere.

- La supervisión y el control del funcionamiento y organización del os centros se llevará a cabo mediante visitas a los mismos, según lo establecido en los planes de actuación y en las previsiones de trabajo de cada área.

- Las consultas y solicitudes de información se atenderámn tanto de forma presencial como telefónicamente en los tiempos comprometidos.

- Las consultas solicitudes de información por escrito se contestarán del mismo modo en el plazo establecido.

## Formación de los inspectores
La formación permanente es un capítulo importante en el mantenimiento de unos niveles adecuados de profesionalización. Los ámbitos suelen estar relacionados con las acciones prioritarias de la Administración de Educación correspondiente, incluyendo la formación correspondiente a modelos y procesos de evaluación y ordenación académica, y a los fundamentos de la profesión inspectora. Sin embargo, hay programas que van incorporando temas que propician la reflexión sobre la práctica profesional, y el desarrollo de habilidades sociales para el ejercicio de las tareas de la inspección. También, incluyen las actividades formativas que facilitan la intervención con la comunidad educativa y el trabajo en equipo, así como el uso de las tecnologías de la información y la comunicación.
El artículo 12 de la Orden EDU/1373/2008, de 23 de julio (BOCyL de 30 de julio), que desarrolla el Decreto 92/2004 de 29 de julio, por el que se regula la Inspección Educativa en Castilla y León, trata de la formación de los inspectores de educación y en su primer punto establece como objetivo de la formación de los inspectores de educación el “mejorar y actualizar la capacitación profesional de sus componentes, en aras a desenvolver su trabajo de la forma más eficaz y eficiente posible, teniendo en cuenta los nuevos requerimientos del sistema educativo y de la realidad escolar.” Así mismo en el punto dos se establece que “dicha formación se configurará en itinerarios formativos individuales, que contendrán actividades con carácter obligatorio, según se establezcan las prioridades del sistema educativo por parte de la Consejería de Educación, y otras de libre elección que contribuirán a complementar su desarrollo profesional, derivado de un proceso de autoevaluación.”
En cuanto a los tipos de formación expresa en los puntos tres, cuatro y cinco del mismo artículo que podrá realizarse de forma individual y colectiva y de manera presencial o a distancia, pudiendo los inspectores de educación participar en las convocatorias de las diferentes modalidades de los planes de formación permanente del profesorado. Por último se establece que “la Consejería de Educación promoverá la formación y perfeccionamiento de los inspectores de educación con la Escuela de Administración Pública de Castilla y León, y colaborará con las universidades y otras administraciones educativas, colegios y asociaciones profesionales, sindicatos y otro tipo de entidades e instituciones para dicho fin.”
En Castilla y León, en el año 2007, se puso en marcha un plan cuatrienal con el siguiente contenido:
- Acciones prioritarias de la Consejería de Educación: Evaluación externa de Centros; Evaluación interna de Centros; Evaluación de función directiva; Evaluación de la práctica docente; Ordenación de enseñanzas.

- Fundamentos de la profesión inspectora: La organización de los centros educativos, Sociología de la educación. Psicología de la educación; Deontología de la función inspectora; Panorama actual de las corrientes didácticas y pedagógicas.

- Habilidades sociales para el ejercicio de las tareas de la inspección: La comunicación y el asesoramiento en la función inspectora; Gestión de conflictos. Negociación. Mediación; Dirección y participación en equipos de trabajo; Habilidades directivas. La gestión del tiempo.

- Tareas habituales que desarrolla la Inspección Educativa: Aspectos curriculares; Formación inicial de ingreso en el cuerpo de inspección; Formación inicial de acceso a la función inspectora (inspectores accidentales); Aspectos jurídico-normativos: procedimiento administrativo, procedimiento sancionador y otros.

- Tecnologías de la información y la comunicación: Estrategias y técnicas para el mayor aprovechamiento del PC y de las herramientas ofimáticas; Webquest;Trabajo compartido electrónico (plataformas, videoconferencia). Educación a distancia; Web educativa 2.0 (redes sociales, sindicación de contenidos, edublogs, gestores de contenidos multimedia, wiki, …).

## Normativa

### Nacional
- Ley Orgánica 2/2006, de 3 de mayo, de Educación (LOE) (BOE 4-5-2006) moficada por Ley Orgánica 8/2013, de 9 de diciembre, para la mejora de la calidad educativa (LOMCE) (BOE 10-12-2013)[5]

### Aragón[6]
- Decreto 211/2000, de 5 de diciembre, del Gobierno de Aragón, por el que se regula la organización y funcionamiento de la Inspección de Educación y se establece el sistema de acceso y provisión de puestos de trabajo en el Cuerpo de Inspectores de Educación en la comunidad autónoma de Aragón. (BOA de 15 de diciembre de 2000)[7]
- Orden de 11 de marzo de 2011, del Departamento de Educación, Cultura y Deporte, por la que se hace pública la relación de las plantillas de las tres Inspecciones Provinciales de Educación (BOA de 18 de marzo de 2011)[7]
- Corrección de errores de la Orden de 11 de marzo (BOA de 29 de abril de 2011)
- Orden de 17 de julio de 2013, de la Consejera de Educación, Universidad, Cultura y Deporte, por la que se desarrolla el procedimiento de provisión temporal de puestos de trabajo del Cuerpo de Inspectores de Educación por funcionarios docentes no universitarios. (BOA  de 30 de julio de 2013)
- Orden de 27 de agosto de 2013, del Departamento de Educación, Universidad, Cultura y Deporte, por la que se modifica el anexo de la Orden de 17 de julio de 2013.
- Orden de 10 de abril de 2015, de la Consejera de Educación, Universidad, Cultura y Deporte, por la que se modifica el anexo de la Orden de 17 de julio de 2013.
- RESOLUCIÓN de 7 de septiembre de 2016, de la Secretaría General Técnica, por la que se aprueba el Plan General de Actuación de la Inspección de Educación para el Curso 2016/2017 (BOA de 26 de septiembre de 2016)[7]

### Castilla y León
- Decreto 92/2004, de 29 de julio (BOCyL de 3 de agosto), por el que se regula la Inspección Educativa en Castilla y León
- Orden EDU/1373/2008, de 23 de julio (BOCyL de 30 de julio), que desarrolla el Decreto 92/2004 de 29 de julio, por el que se regula la Inspección Educativa en Castilla y León.
- Orden EDU/1562/2007, de 28 de septiembre (BOCyL de 5 de octubre), por la que se aprueba el Plan de Actuación de las Áreas de Inspección Educativa de las Direcciones Provinciales de Educación para el cuatrienio 2008-2011.
- Resolución de 18 de junio de 2008 (BOCyL del 26), de la Dirección General de Planificación, Ordenación e Inspección Educativa, por la que se establecen las directrices para la elaboración de los planes anuales de actividades del Áreas de Inspección Educativa de las Direcciones Provinciales de Educación para el curso académico 2008-09.
- Instrucción de 6 de noviembre de 2007, de la Dirección General de Planificación, Ordenación e Inspección Educativa por la que se establece el sistema de registro, gestión y archivo de actuaciones y documentos resultantes de las mismas en la aplicación informática Gestión de Actuaciones de la Inspección Educativa de Castilla y León (GINS).
- Orden PAT/1393/2006, de 22 de agosto (BOCyL de 8 de septiembre), por la que se aprueba la Carta de Servicios al Ciudadano de las Áreas de Inspección Educativa.
- Resolución de 25 de febrero de 2008, de la Dirección General de Planificación, Ordenación e Inspección Educativa, por la que se establece el plan de formación de la Inspección Educativa en Castilla y León para el periodo 2008-2011.
- Instucción de 20 de octubre de 2008, de la Dirección General de Planificación e Inspección Educativa por la que se establece el sistema de gestión de las actuaciones de la Inspección Educativa a través de la aplicación Informática Gestión de Actuaciones de la Inspección Educativa de Castilla y León (GINS).
- RESOLUCIÓN de 7 de junio de 2010, de la Dirección General de Planificación, Ordenación e Inspección Educativa, por la que se establecen las Directrices para la elaboración de los Planes Anuales de Actividades de las Áreas de Inspección Educativa de las Direcciones Provinciales de Educación para el curso académico 2010/2011

### Madrid
- Resolución de 20 de abril de 2007, de la Viceconsejería de Educación, por la que se dictan instrucciones de organización y funcionamiento de la Inspección Educativa de la Comunidad de Madrid. (BOCM ). DEROGADA
- Decreto 133/2014, de 27 de noviembre, del Consejo de Gobierno, por el que se establece el procedimiento de acceso al Cuerpo de Inspectores de Educación en el ámbito de la Comunidad de Madrid. (BOCM )
- Decreto 61/2019, de 9 de julio, del Consejo de Gobierno, por el que se regula la organización, estructura y funcionamiento de la Inspección Educativa en la Comunidad de Madrid. (BOCM )
- Orden 732/2021, de 24 de marzo, de la Consejería de Educación y Juventud, por la que se desarrolla el Decreto 61/2019, de 9 de julio, del Consejo de Go- bierno, por el que se regula la organización, estructura y funcionamiento de la Inspección Educativa de la Comunidad de Madrid. (BOCM )

### País Vasco
- DECRETO 98/2016, de 28 de junio, de la Inspección de Educación en la Comunidad Autónoma del País Vasco. (BOPV de 4 de julio de 2016  )